# Прелука (Харгіта)
Прелука (рум. Preluca) — село у повіті Харгіта в Румунії. Входить до складу комуни Гелеуцаш.
Село розташоване на відстані 278 км на північ від Бухареста, 67 км на північний захід від М'єркуря-Чука, 134 км на схід від Клуж-Напоки, 138 км на північ від Брашова.

## Населення
За даними перепису населення 2002 року у селі проживали 8 осіб, усі — румуни. Усі жителі села рідною мовою назвали румунську.